# Museo Porsche

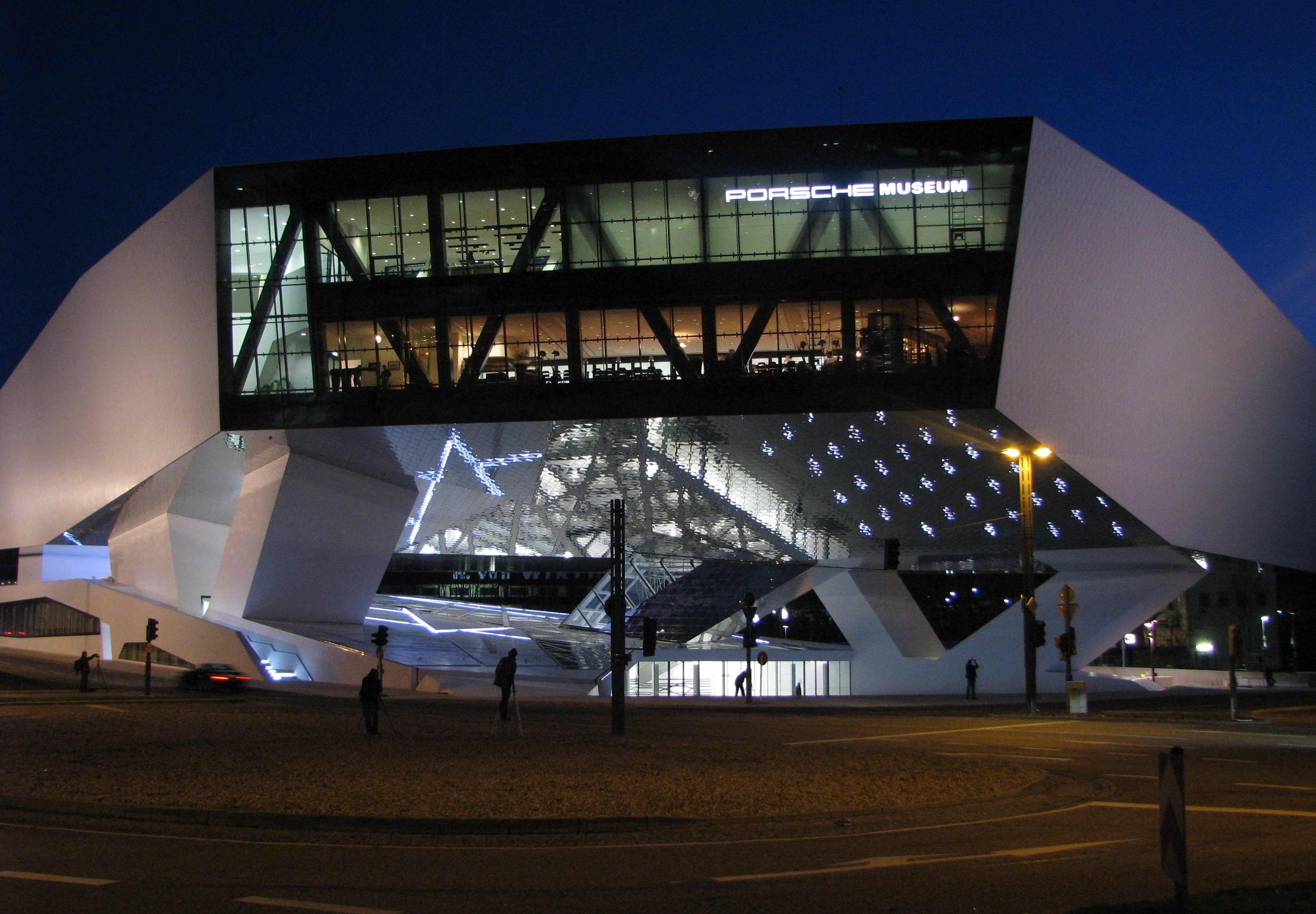
Acceso principal al museo desde la Porsche-Platz.

El Museo Porsche es un moderno museo del automóvil de Alemania en el que se muestran vehículos relacionados con la compañía automovilística Porsche en un edificio construido en Zuffenhausen, distrito de Stuttgart.

## El nuevo museo
El museo se localiza en un notable terreno, fuera de las oficinas centrales de Porsche en Zuffenhausen. El área de exhibición cubre 5.600 m² y cuenta con alrededor de 80 exposiciones, con algunos autos raros y una gran variedad de modelos históricos.
El museo fue diseñado por los arquitectos Delugan Meissl. El diseño conceptual está basado en un modelo de HG Merz, quien estaba relacionado en la propuesta ganadora para el museo de Mercedes Benz. El nuevo museo abrió el 31 de enero en 2010 para visitantes.
El museo abre de martes a domingo, de las 9:00 a. m. a las 6:00 p. m. El precio de la entrada es de 8 euros (los niños menores de 14 años y acompañados por un adulto, entran gratis).
En el museo se puede apreciar uno de los autos más significativos de Volkswagen, ya que el mismo Ferdinand Porsche fue también creador de dicha marca